# 梅里雪山
梅里雪山（ばいりせつざん、ミンリンカンリ）とは、中華人民共和国雲南省デチェン・チベット族自治州に位置する連山の総称である。地形・気候共に登山に関する条件が非常に厳しいため、連山の全ては未踏峰である。

## 概要
横断山脈のうち、一番西に位置する怒山山脈の最も高い部分をなし、雲南省の最高峰でもある。三江併流と呼ばれる地域で、一帯が世界遺産に登録されている。宗教的意味合いとしては、カイラス山と並ぶチベット仏教の聖地であり、五体投地により山麓に巡礼者を集める信仰の山である。
主な山は以下の7座である。
- カワクボ（中国語版）（太子峰/卡瓦格博/カワ・カルポ/カワカブ、6,740m）- 最高峰
- メツモ（神女峰/緬茨姆、6,054m）
- ジャワリンガ（五冠神山、5,470m）
- スグドン（斯古都、6,379m）
- マーベンゼンデウーショ（馬兵扎堆五学、6,000m）
- チョタマ（pk6509、6,509m）
- コワテニー（戈大尼、6,108m）

## 登山史
チベット仏教信徒による巡礼登山は数百年前から行われてきたが、いずれも山腹にある寺院までである。登頂の試みは1902年ごろに始まり、アメリカ、イギリス、日本、中国などがそれぞれ5～6回ほど登山隊を派遣してきた。三江併流の険しい地形やモンスーン地帯特有の厳しすぎる気候のために登頂は全て失敗に終わり、「神々の山」は未踏峰のままである。
地元では「神聖な山を汚す存在」として登山隊を嫌う風潮が根強く、「登山隊の遭難は当然の天罰」とする考えを持つ者も少なくなかった。2000年、雲南省デチェン・チベット族自治州徳欽県人民大会において、カワクボなどの主要な峰々はチベット仏教の巡礼地であり、この信仰と文化の尊重の為、将来に渡り登山活動は禁止されることが正式に立法された。

### 日中合同登山隊遭難
1991年1月4日、日中合同学術登山隊17名（日本側11名、中国6名）が登頂を目前に控えたキャンプ地で、雪崩の直撃を受けて全滅する遭難事故が発生。中国の登山史でも最悪の犠牲者数となった。
登山隊は前年の12月始めにカワクボの麓にベースキャンプを設置し、順調に上部へキャンプ地を延ばしていった。12月末にはカワクボの山頂まで270mのポイントに到達する。17名の隊員が標高5,100m付近に設置された第3キャンプに集合し、頂上アタックへの態勢を整えた。キャンプ地は斜面から充分に離れており、雪崩の危険性は少ないと思われた。年が明けた1月1日から降雪が始まり、1月3日には積雪量は1mを超える。現地時間1月3日22時の無線交信を最後に、第3キャンプとの連絡が途絶えた。
直ちに日中合同の救助隊が現地へ派遣されるが、折からの悪天候の為に第3キャンプへ接近する事は不可能だった。その後、航空写真の分析でキャンプ地が雪崩による大量の雪に埋め尽くされている事が確認され、17人の生存は絶望的となった。
生存者がいないため詳細な状況は不明だが、京都大学に設置された事故調査委員会では、1月3日までに降った大雪で大規模な泡雪崩が発生し、キャンプ地を直撃したのだろうと推察された。1996年に派遣された日中合同登山隊は事故後、初めて第3キャンプに到達するが、遺体やテント、遺品の発見には至らなかった。
現場には遭難地点付近を基点として山麓を流下する氷河の流れがあり、1998年8月以降に山麓を流れる氷河の末端から、雪面下に埋もれた後に氷河に流入した遺体や遺物が続々と現れた。現地の村人や捜索隊により、17名中16名の遺体やその一部、または遺品が発見・収容されている。氷河の深部で圧力を受けたため遺体や遺物の多くは損傷が激しかったが、遺体の多くが寝袋に入っていたことから登山隊は宿営地で睡眠中に雪崩に巻き込まれたことがほぼ確かめられた。
事故後まもない1991年5月、展望台より梅里雪山を望める飛来寺に日中の遭難者の氏名を刻んだ慰霊碑が建てられた。2004年には、慰霊碑の日中両国の遭難者の氏名を刻んだ碑文のうち、日本語部分及び日本人遭難者の氏名を記載した部分が傷つけられ判読が不可能な状態となった。2006年2月にはチベット族隊員の一人の名も判読できなくなっている。遺体の捜索が一段落した2006年10月、京都大学学士山岳会により、山麓の明永村に遺体捜索活動を記念した記念碑が設置された。この碑には中国語のみで「日中の17人の勇士、ここに永眠する」と記されている。

## 梅里雪山展望台
梅里雪山を仰ぎ見るための展望台で、面積は1つの集落程度あり、宿泊施設やお寺がある。

## ギャラリー

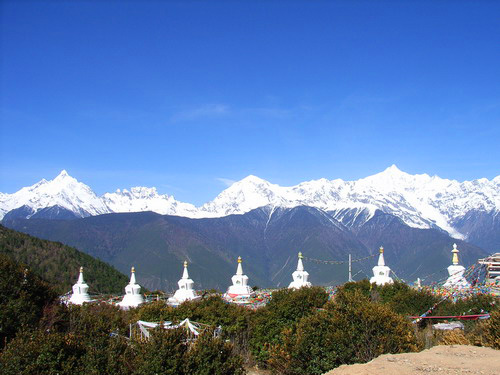
梅里雪山
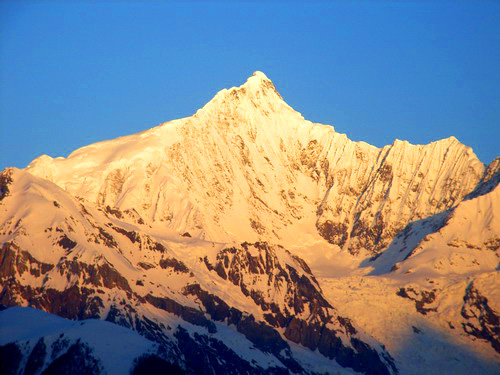
カワクボ（卡瓦格博）
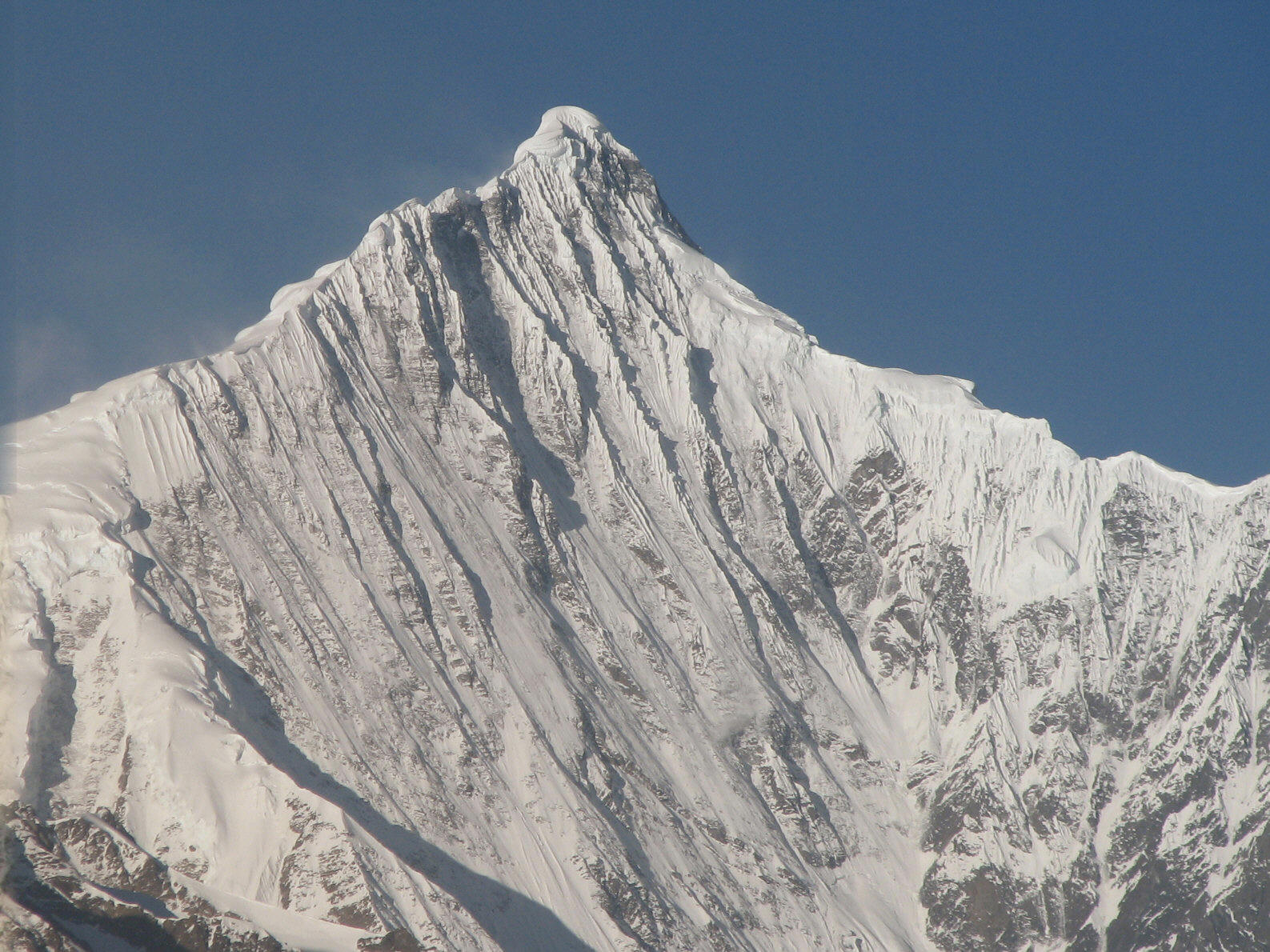
カワクボ（卡瓦格博）
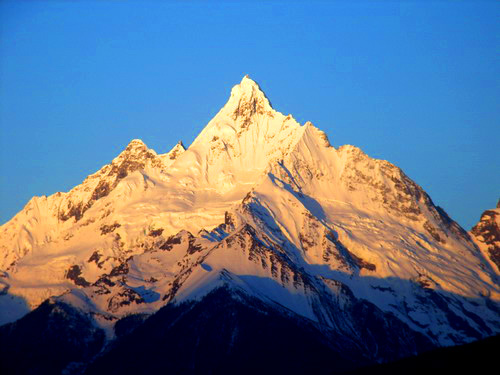
メツモ（神女峰）